# Philippe LaRoche
Philippe LaRoche (Quebec, 12 de diciembre de 1966) es un deportista canadiense que compitió en esquí acrobático, especialista en la prueba de salto aéreo. Sus hermanos Alain e Yves compitieron en el mismo deporte.
Participó en los Juegos Olímpicos de Lillehammer 1994, obteniendo una medalla de plata en el salto aéreo.
Ganó tres medallas en el Campeonato Mundial de Esquí Acrobático entre los años 1989 y 1993.

## Medallero internacional
| Juegos Olímpicos   | Juegos Olímpicos             | Juegos Olímpicos  | Juegos Olímpicos |
| Año                | Lugar                        | Medalla           | Prueba           |
| ------------------ | ---------------------------- | ----------------- | ---------------- |
| 1994               | Lillehammer (Noruega)        | Medalla de plata  | Salto aéreo      |
| Campeonato Mundial |                              |                   |                  |
| Año                | Lugar                        | Medalla           | Prueba           |
| 1989               | Oberjoch (RFA)               | Medalla de bronce | Salto aéreo      |
| 1991               | Lake Placid (Estados Unidos) | Medalla de oro    | Salto aéreo      |
| 1993               | Altenmarkt (Austria)         | Medalla de oro    | Salto aéreo      |